# N-متیل-D-آسپارتیک اسید
ان-متل-دی-آسپارتیک اسید (به انگلیسی: N-Methyl-D-aspartic acid) یک ترکیب شیمیایی با شناسه پاب‌کم ۲۲۸۸۰ است. شکل ظاهری این ترکیب، بلورهای کدر سفید است.